# Мартин Кучевски
Мартин Албертович Кучевски (на руски: Мартын Альбертович Кучевский) е руски офицер, генерал-лейтенант. Участник в Руско-турската война (1877-1878).

## Биография
Мартин Кучевски е роден на 11 ноември 1817 г. в Могильовска губерния в семейството на потомствен полски дворянин. Завършва Смоленската гимназия (1838). Ориентира се към военното поприще. Постъпва в Руската армия с военно звание редник в Уелингтонския пехотен полк. Произведен е в първо офицерско звание прапорщик през 1841 г.
Участва в Унгарската кампания (1848 – 1849).
Отличава се при отбраната на Севастопол по време на Кримската война (1853 – 1856). Повишен е във военно звание полковник и служи в Генералния щаб на Руската армия. Повишен е във военно звание генерал-майор от 1866 г. Член на Главния военно-кодификационен комитет от 1870 г.
Участва в Руско-турската война (1877-1878). Назначен е за член на Полевия щаб на Действуващата руска армия на Балканския полуостров и втори помощник на началника на щаба генерал-лейтенант Артур Непокойчицки. Участва без отклонение в кампанията срещу Османската империя. Активно разработва и планира бойните операции на Руската армия. Повишен е във военно звание генерал-лейтенант от 1877 г.
След войната продължава работата си като член на Главния военно-кодификационен комитет. Награден е с орден „Бял орел“ и орден „Свети Александър Невски“ (1881, 1885).